# Стари Град в Подбочју
Стари Град в Подбочју (словен. Stari Grad v Podbočju) је насељено место у општини Кршко, Посавска регија, Словенија.

## Историја
До територијалне реорганизације у Словенији био је у саставу старе општине Кршко.

## Становништво
У попису становништва из 2011. године, Стари Град в Подбочју је имао 4 становника.
| Број становника према пописима | Број становника према пописима | Број становника према пописима |
| ------------------------------ | ------------------------------ | ------------------------------ |
| 1991                           | 2002                           | 2011                           |
| 10                             | 6                              | 4                              |

Напомена: До 1953. исказивано под именом Стари Град.